# Château de Francaltroff
Le Château de Francaltroff est situé dans la commune de Francaltroff en région Lorraine.

## Historique
Un inventaire des biens et revenus de la seigneurie de Francaltroff dressé en 1775 nous apprend que  la Famille d'Helmstatt qui avait acquis de la succession du prince de Lixheim les cinq sixièmes de cette seigneurie  à la barre de la cour Souveraine de Lorraine en 1711, y fit construire vers 1740 une nouvelle demeure pour remplacer  l’ancien château  ruiné par les guerres. Selon cet inventaire le nouveau château qui avait été  « bâti bien solidement, à la moderne depuis environ 35 ans par l’aïeul de Monsieur le Comte, est couvert d’ardoises avec un  corps de logis double de 100 pieds de face, précédé d’une très vaste et grande cour qui renferme dans son enceinte les maisons de ferme, marcaireries, bergeries, granges, écuries, un colombier et un logement pour un portier ou un garde-chasse ».
La famille d’Helmstatt n’y résidait semble-t-il pas souvent. Après  l’acquisition du comté de Morhange en 1742, ils y firent construire vers 1769 un nouveau château qui devint leur principal lieu de résidence au détriment d’Hingsange et de Francaltroff.  À la veille de la Révolution, le château était « tenu à ferme d’un anabaptiste » .
Vendu comme bien national le château a été laissé à l’abandon par ses divers propriétaires. Ses ruines ont été vendues dans les années 1970 à la commune pour le franc symbolique puis rasées. Il n’en subsiste que les communs.

## Architecture
De plan rectangulaire le château était couvert d'un toit d'ardoises à croupes. Il présentait une façade à trois niveaux de sept travées, soulignés par des bandeaux de grès. La porte d'entrée était surmontée d'armoiries.